# Danny Welbeck
Danny Welbeck, właśc. Daniel Nii Tackie Mensah Welbeck (ur. 26 listopada 1990 w Manchesterze) – angielski piłkarz pochodzenia ghańskiego, występujący na pozycji napastnika w angielskim klubie Brighton & Hove Albion. W latach 2011–2018 reprezentant Anglii.

## Kariera klubowa
Welbeck urodził się w Manchesterze w dzielnicy Longsight. Jego rodzice pochodzą z Ghany. Swoją karierę piłkarską rozpoczął w 2005 w szkółce piłkarskiej miejscowego Manchesteru United. Swój debiut w drużynie do lat 18 zaliczył 8 kwietnia 2006 roku w ligowym spotkaniu z Sunderlandem. W następnym sezonie wystąpił w 28 spotkaniach w tej grupie wiekowej oraz strzelił dwie bramki w tym jedną w młodzieżowym Pucharze Anglii, w którym jego drużyna dotarła do finału, który to przegrała z Liverpoolem.
W lipcu 2007 podpisał swój pierwszy juniorski kontrakt z Manchesterem United i sezon rozpoczął w drużynie U-18, jednak szybko przebił się do drużyny rezerw, gdzie wystąpił w licznych spotkaniach jako zmiennik. Potem, w styczniu 2008 został po raz pierwszy powołany do pierwszej drużyny na spotkanie z Al-Hilal. W tym meczu zadebiutował, zmieniając w 65. minucie Andersona.
Swój debiut w oficjalnych rozgrywkach zaliczył 23 września w wygranym 3:1 spotkaniu Pucharu Ligi z Middlesbrough. W Premier League pierwszy występ zaliczył natomiast 15 listopada zastępując Park Ji-sunga w meczu ze Stoke City. W tym pojedynku zdobył także swoją pierwszą bramkę dla Manchesteru United.
25 stycznia 2010 roku został wypożyczony do końca sezonu Preston North End, lecz z powodu kontuzji kolana rozegrał jedynie 8 spotkań, w których strzelił 2 bramki.
12 sierpnia 2010 został wypożyczony na jeden sezon do Sunderlandu.
1 września 2014 roku opuścił Manchester i podpisał długoterminowy kontrakt z Arsenalem. W nowym klubie zadebiutował 13 września 2014 w ligowym meczu przeciwko Manchesterowi City, a debiutancką bramkę zdobył 20 września przeciwko Aston Villi.
7 sierpnia 2019 na zasadzie wolnego transferu przeszedł do Watfordu.

## Kariera reprezentacyjna
Welbeck w reprezentacji Anglii do lat 16 zadebiutował w październiku 2005 roku w spotkaniu z Walią. Następnie grał w kadrze U-17. Strzelając decydującego gola w eliminacyjnym spotkaniu z Serbią pomógł swojej drużynie awansować na Mistrzostwa Europy w 2007 roku. Anglia na tym turnieju dotarła do finału, w którym przegrała z Hiszpanią, czym zapewniła sobie awans na Mistrzostwa Świata. Jego reprezentacją zakończyła tę imprezę na ćwierćfinale a on sam zdobył dwie bramki w spotkaniu z Nową Zelandią. W kadrze U-17 Welbeck zaliczył sześć występów i strzelił trzy bramki. Od września 2007 roku zaliczył dwa występy w reprezentacji do lat 18 oraz dwa występy w reprezentacji do lat 19.

## Sukcesy

### Manchester United
- Mistrzostwo Anglii: 2012/2013
- Puchar Ligi Angielskiej: 2008/2009
- Tarcza Wspólnoty: 2011, 2013
- Klubowe Mistrzostwo Świata: 2008

### Arsenal
- Puchar Anglii: 2014/2015, 2016/2017
- Tarcza Wspólnoty: 2017

### Indywidualne
- Nagroda Młodego Piłkarza Roku im. Jimmy'ego Murphy'ego: 2007/2008